# 매튜 모이
매슈 모이(Matthew Moy, 1984년 2월 3일 ~ )는 미국의 배우이다.
샌프란시스코에서 태어났다.

## 출연 작품

### 영화
- The Grover Complex (2010)
- Tax Ma (2010)
- 친구와 연인사이 (2011)

### 텔레비전
- 아이칼리 (2009-10)
- 투 브로크 걸스 (2011-17) - 한 리 역
- 스티븐 유니버스 (2013-19) - 애니메이션